# یواس‌اس ویجیلانت (وای‌تی-۲۵)
یواس‌اس ویجیلانت (وای‌تی-۲۵) (به انگلیسی: USS Vigilant (YT-25)) یک کشتی بود که طول آن ۱۱۶ فوت (۳۵ متر) بود. این کشتی در سال ۱۸۸۸ ساخته شد.